# Адамик, Петр
Петр Адамик (чеш. Petr Adamík, 29 марта 1952, Готтвальдов) — чехословацкий хоккеист, защитник. Бронзовый призёр чемпионата мира 1973 года. 5-кратный чемпион Чехословакии по хоккею.

## Биография
Петр Адамик является воспитанником хоккейного клуба «Готтвальдов», более известного под своим нынешним названием «Злин». С 1971 по 1984 год выступал в чемпионате Чехословакии за йиглавскую «Дуклу». За 13 сезонов, проведённых в «Дукле», провёл 525 матчей, набрал 119 очков (37 шайб + 82 передачи). В её составе завоевал 11 медалей чехословацкого чемпионата, в том числе 5 золотых. За сборную Чехословакии сыграл 9 матчей. Является бронзовым призёром чемпионата мира 1973 года.

## Достижения
Чемпион Чехословакии 1972, 1974, 1982—84
 Серебряный призёр чемпионатов Чехословакии 1973, 1977, 1979, 1980
 Бронзовый призёр чемпионата мира 1973
 Бронзовый призёр чемпионата Чехословакии 1975, 1976

## Статистика
- Чемпионат Чехословакии — 525 игр, 119 очков (37+82)
- Сборная Чехословакии — 9 игр
- Всего за карьеру — 534 игры, 119 очков (37+82)